# Christophe Baïocco
Christophe Baïocco (* 29. April 1966 in Dole) ist ein ehemaliger französischer Fußballtorwart.

## Karriere
Baïocco begann seine Karriere beim RC Lens. Dort kam er lange Zeit nur in der zweiten Mannschaft zum Einsatz. Nach dem Abgang von Gaëtan Huard 1988 konkurrierte er mit Christophe Gardié um den Posten des Stammtorwarts und kam dabei zu 20 Erstligaeinsätzen. In der folgenden Saison wurde er nicht mehr berücksichtigt, kehrte 1990 aber in die erste Mannschaft zurück. 1991 konnte er mit Lens wieder aufsteigen, kam nach der Rückkehr in die erste Liga jedoch nur zwei Mal zum Einsatz. Daraufhin verließ er den Klub und wechselte zum SO Châtellerault in die vierte Liga. 1994 wechselte er zum Zweitligisten USL Dunkerque, wo er einen Stammplatz besetzte. 1997 unterschrieb er beim Viertligisten FC Pau. Von 2000 bis 2001 war der FC Canet Perpignan seine letzte Station. In seiner Karriere kam Baïocco auf insgesamt 22 Erstligaspiele.